# Lilia Vlassova
Лілія Уладзіміраўна Уласава
Lilia Vladimirovna Vlassova, née le 26 mai 1953 ((ru) : Лилия Владимировна Власова ; (be) : Лілія Уладзіміраўна Уласава) est une avocate et une médiatrice internationale biélorusse,,. En août 2020, elle est devenue membre du Présidium du Conseil de coordination qui vise à coordonner une transition démocratique du pouvoir politique en Biélorussie. Lilia Vlassova a été détenue par les autorités biélorusses, le 31 août 2020 et a été libérée le 16 octobre 2020.

## Élément biographiques
Lilia Vlassova a obtenu un diplôme de premier cycle en droit à l'Université d'État de Saint-Pétersbourg et un doctorat en droit à l'Université de Saint-Pétersbourg.
En 1990, Lilia Vlassova et Natalia Kozyrenko ont créé l'un des premiers cabinets d'avocats privés en Biélorussie après la chute de l'Union soviétique. Le cabinet a d'abord été nommé Law Laboratory, et, en 1996, a été rebaptisé Vlasova & Partners. En 2007, le cabinet de Lilia Vlassova a fusionné avec Mikhel & Partners et, en 2013, a pris le nom de VMP Vlasova Mikhel & Partners.
En 2011, Lilia Vlassova a lancé le bureau de médiation juridique de son cabinet pour lequel elle s'est fait connaître en Biélorussie. Elle a créé le Centre de médiation et de négociation à Minsk en 2012,. La même année, la Ligue des médiateurs de Saint-Pétersbourg lui décerne le titre de "meilleur médiateur de l'année". Lilia Vlassova est une experte en médiation de l'Organisation internationale de droit du développement et de la Banque européenne pour la reconstruction et le développement.

### Manifestations post-électorales de 2020
Pendant les manifestations biélorusses de 2020 qui ont suivi l'élection présidentielle biélorusse de 2020, Lilia Vlassova a rejoint le Présidium du Conseil de coordination, le 19 août 2020. Cette instance vise une transition démocratique du pouvoir du président Alexandre Loukachenko, dont la prétention d'avoir remporté l'élection est contestée.
Le lendemain, le procureur général Alexander Konyuk a engagé des poursuites pénales contre les membres du Conseil de coordination en vertu de l'article 361 du code pénal biélorusse, au motif qu'ils avaient tenté de s'emparer du pouvoir de l'État et porté atteinte à la sécurité nationale,.
Le 31 août 2020, Lilia Vlassova est arrêtée par l'OMON. Elle apparait dans une vidéo d'une rencontre entre Loukachenko et ses opposants emprisonnés qui a été diffusée le 10 octobre 2020. Elle est libérée du centre de détention provisoire le 16 octobre 2020, mais placée en résidence surveillée. Le 24 octobre 2020, toutes les charges sont abandonnées et son dossier a été clos.